# Marija Nikitična Cukanova
Marija Nikitična Cukanova, in russo Мария Никитична Цуканова? (Omsk, 14 settembre 1924 – Chongjin, 14 agosto 1945), è stata una militare sovietica medico del 355º Battaglione di Fanteria di marina delle Guardie della Flotta del Pacifico durante la seconda guerra mondiale.
Dopo essere stata uccisa in azione nell'agosto 1945, il 14 settembre 1945 è stata insignita postuma del titolo di Eroe dell'Unione Sovietica, l'unica donna nella guerra sovietico-giapponese ad essere insignita del titolo.

## Biografia
Nacque il 14 settembre 1924 da una famiglia di contadini russi nel distretto di Omsk dell'Unione Sovietica. Orfana del padre dalla nascita, la madre era maestra e si risposò cinque anni dopo, prima che la famiglia si trasferisse in Chakassia. Dopo aver completato la scuola elementare a Tashtyp, frequentò la scuola secondaria che lasciò nel 1941, dopo l'invasione tedesca dell'Unione Sovietica, e prima di completare il corso di centralinista dopo che il fratello e il patrigno erano stati inviati al fronte; il fratello fu presto ucciso in azione e lei fece richiesta per arruolarsi nello stesso reggimento del fratello, ma le fu negato. A partire dal dicembre 1941 lavorò come infermiera in un ospedale di Rostov. Quando lei e il resto della sua famiglia furono trasferiti a Irkutsk, trovò lavoro in un impianto di produzione di aerei a partire da febbraio, mentre seguiva i corsi di medicina e in seguito si unì al Komsomol.

### Carriera
In aprile chiese di essere inviata sul fronte orientale, ma dopo la creazione del distaccamento di marina femminile della flotta del Pacifico, avvenuta in maggio per decreto del Comitato di Difesa dello Stato, fu inviata sul fronte del Pacifico per combattere nella guerra sovietico-giapponese nel 51º battaglione di artiglieria come segnalatore. In seguito fu riassegnata alla 100ª e alla 419ª batteria d'artiglieria come telemetrista. Nel 1944 fu riassegnata per seguire un ulteriore addestramento presso l'ospedale navale n. 8 di Vladivostok e fu poi impiegata come inserviente medico nel 355º battaglione di fanteria navale delle Guardie. Il battaglione fu oggetto di pesanti combattimenti dopo l'inizio della guerra sovietico-giapponese, iniziata il 9 agosto 1945; alcuni giorni dopo l'invasione sovietica del Manciukuò, fece parte di un gruppo di sbarco per prendere il controllo del porto di Seishin (l'attuale Chongjin, in Corea del Nord). Molti dei trasporti utilizzati per lo sbarco sono stati bombardati dai giapponesi, durante i quali ha assistito i soldati rimasti feriti. Dopo lo sbarco, prestò continuamente assistenza medica, trasportando i soldati feriti e le loro armi nei rifugi.
Durante quasi due giorni di intensa battaglia salvò la vita a circa 52 paracadutisti sovietici. Dopo essersi ferita alle gambe sul campo di battaglia, improvvisò una fasciatura, ma non si ritirò: dopo aver corso attraverso il campo di battaglia verso un gruppo di soldati circondati dai giapponesi, sparando ai nemici con una mitragliatrice, tentò di stabilire una posizione difensiva per aspettare i rinforzi in modo da poter evacuare i feriti, ma era in forte inferiorità numerica e fu catturata dai giapponesi. Cercando informazioni sulle operazioni militari, fu torturata dai soldati giapponesi e anche mutilata prima di seppellire il corpo.

## Onorificenze e commemorazioni

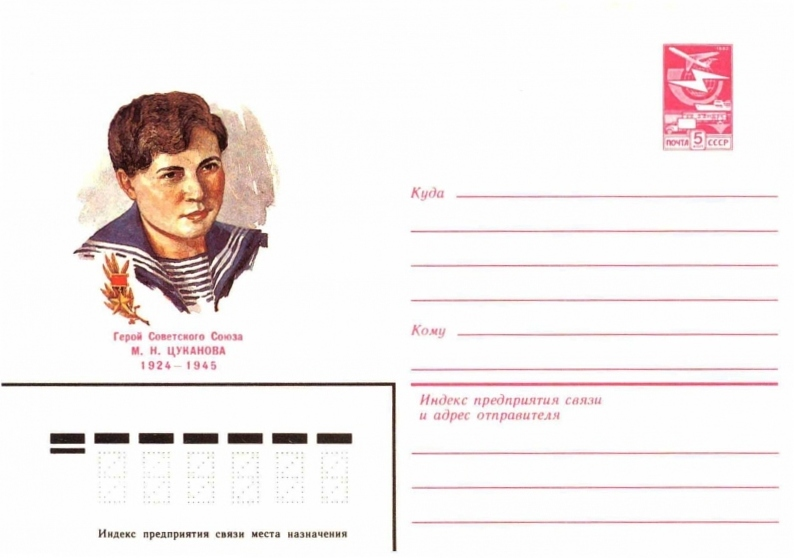
Busta da lettera sovietica del 1983.

Fu insignita postuma del titolo di Eroe dell'Unione Sovietica con decreto del Soviet Supremo dell'URSS, fu l'unica donna in combattimento nella guerra sovietico-giapponese a ricevere questo titolo; un monumento commemorativo, un busto realizzato a sua immagine e somiglianza, per i soldati sovietici morti nella guerra sovietico-giapponese la ricorda nei pressi della fossa comune in cui fu sepolta. Anche le città di Vladivostok, dove studiò medicina per alcuni mesi, e di Fokino ricordano Marija con statue a sua immagine e somiglianza.
Nel 1983 l'URSS emise una busta da lettera con il suo ritratto. Ad Abakan, Barnaul, Fokino, Irkutsk, Krasnojarsk e Omsk sono state intitolate strade in suo onore, oltre a una scuola e a un peschereccio. La targa commemorativa presso la fiamma eterna di Irkutsk riporta il suo nome insieme a quelli di altri Eroi dell'Unione Sovietica vissuti in città, oltre a numerosi altri monumenti commemorativi, tra cui quello di Vladivostok degli Eroi dell'Unione Sovietica che hanno combattuto nella guerra del Pacifico.